# العلوم الخاصة
العلوم الخاصة هي العلوم الأخرى غير الفيزياء الأساسية، التي يفترض أن تكون قابلة للاختزال إلى الفيزياء الأساسية، على الأقل من حيث المبدأ.
ضمن هذا المفهوم فإن علوم مثل الكيمياء، وعلم الأحياء، وعلم الأعصاب، في الواقع، جميع العلوم ما عدا الفيزياء الأساسية، هي علوم خاصة.
إن حالة العلوم الخاصة وعلاقتها بالفيزياء لم تحل في فلسفة العلم.
جيري فودور، على سبيل المثال، قد جادل بالاستقلال الذاتي القوي وخلص إلى أن العلوم الخاصة ليست، حتى من حيث المبدأ، قابلة للاختزال إلى الفيزياء.